# (71,21,6)-Blockplan
Der (71,21,6)-Blockplan ist ein spezieller symmetrischer Blockplan. Um ihn konstruieren zu können, musste dieses kombinatorische Problem gelöst werden: eine leere 71 × 71 - Matrix wurde so mit Einsen gefüllt, dass jede Zeile der Matrix genau 21 Einsen enthält und je zwei beliebige Zeilen genau 6 Einsen in der gleichen Spalte besitzen (nicht mehr und nicht weniger). Das klingt relativ einfach, ist aber nicht trivial zu lösen. Es gibt nur gewisse Kombinationen von Parametern (wie hier v = 71, k = 21, λ = 6), für die eine solche Konstruktion überhaupt machbar ist. In dieser Übersicht sind die kleinsten solcher (v,k,λ) aufgeführt.

## Eigenschaften
Dieser symmetrische Blockplan hat die Parameter v = 71, k = 21, λ = 6 und damit folgende Eigenschaften:
- Er besteht aus 71 Blöcken und 71 Punkten.
- Jeder Block enthält genau 21 Punkte.
- Je 2 Blöcke schneiden sich in genau 6 Punkten.
- Jeder Punkt liegt auf genau 21 Blöcken.
- Je 2 Punkte sind durch genau 6 Blöcke verbunden.

## Existenz und Charakterisierung
Es existieren mindestens zwei nichtisomorphe 2-(71,21,6) - Blockpläne. Diese Lösungen sind: 
- Lösung 1 (dual zur Lösung 2) mit der Signatur 21·1, 42·3, 7·6, 1·7. Sie enthält 3332 Ovale der Ordnung 3.
- Lösung 2 (dual zur Lösung 1) mit der Signatur 28·9, 21·10, 14·12, 7·22, 1·63. Sie enthält 3374 Ovale der Ordnung 3.

## Liste der Blöcke
Hier sind alle Blöcke dieses Blockplans aufgelistet; zum Verständnis dieser Liste siehe diese Veranschaulichung
- Lösung 1

```
  1   2   3   4   5   6   7   8   9  10  11  12  13  14  15  16  17  18  19  20  21
  1   8  15  16  17  19  22  29  36  43  45  46  50  54  56  57  58  62  65  66  68
  2   9  16  17  18  20  23  30  37  44  46  47  50  51  55  58  59  63  66  67  69
  3  10  17  18  19  21  24  31  38  45  47  48  51  52  56  57  59  60  67  68  70
  4  11  15  18  19  20  25  32  39  46  48  49  50  52  53  58  60  61  64  68  69
  5  12  16  19  20  21  26  33  40  43  47  49  51  53  54  59  61  62  65  69  70
  6  13  15  17  20  21  27  34  41  43  44  48  52  54  55  60  62  63  64  66  70
  7  14  15  16  18  21  28  35  42  44  45  49  53  55  56  57  61  63  64  65  67
  9  10  12  16  17  19  25  26  27  30  32  35  38  41  42  46  49  55  56  60  62
 10  11  13  17  18  20  26  27  28  29  31  33  36  39  42  43  47  50  56  61  63
 11  12  14  18  19  21  22  27  28  30  32  34  36  37  40  44  48  50  51  57  62
  8  12  13  15  19  20  22  23  28  31  33  35  37  38  41  45  49  51  52  58  63
  9  13  14  16  20  21  22  23  24  29  32  34  38  39  42  43  46  52  53  57  59
  8  10  14  15  17  21  23  24  25  30  33  35  36  39  40  44  47  53  54  58  60
  8   9  11  15  16  18  24  25  26  29  31  34  37  40  41  45  48  54  55  59  61
  1   4   6   7   8  15  23  27  31  32  40  42  46  47  48  51  53  56  59  62  63
  1   2   5   7   9  16  24  28  32  33  36  41  47  48  49  50  52  54  57  60  63
  1   2   3   6  10  17  22  25  33  34  37  42  43  48  49  51  53  55  57  58  61
  2   3   4   7  11  18  23  26  34  35  36  38  43  44  49  52  54  56  58  59  62
  1   3   4   5  12  19  24  27  29  35  37  39  43  44  45  50  53  55  59  60  63
  2   4   5   6  13  20  25  28  29  30  38  40  44  45  46  51  54  56  57  60  61
  3   5   6   7  14  21  22  26  30  31  39  41  45  46  47  50  52  55  58  61  62
  4   6   7  16  17  19  23  25  28  31  34  35  39  40  41  43  50  57  67  69  70
  1   5   7  17  18  20  22  24  26  29  32  35  40  41  42  44  51  58  64  68  70
  1   2   6  18  19  21  23  25  27  29  30  33  36  41  42  45  52  59  64  65  69
  2   3   7  15  19  20  24  26  28  30  31  34  36  37  42  46  53  60  65  66  70
  1   3   4  16  20  21  22  25  27  31  32  35  36  37  38  47  54  61  64  66  67
  2   4   5  15  17  21  23  26  28  29  32  33  37  38  39  48  55  62  65  67  68
  3   5   6  15  16  18  22  24  27  30  33  34  38  39  40  49  56  63  66  68  69
  4   6   9  12  17  18  22  24  25  28  29  31  44  47  49  52  53  62  65  66  71
  5   7  10  13  18  19  22  23  25  26  30  32  43  45  48  53  54  63  66  67  71
  1   6  11  14  19  20  23  24  26  27  31  33  44  46  49  54  55  57  67  68  71
  2   7   8  12  20  21  24  25  27  28  32  34  43  45  47  55  56  58  68  69  71
  1   3   9  13  15  21  22  25  26  28  33  35  44  46  48  50  56  59  69  70  71
  2   4  10  14  15  16  22  23  26  27  29  34  45  47  49  50  51  60  64  70  71
  3   5   8  11  16  17  23  24  27  28  30  35  43  46  48  51  52  61  64  65  71
  4   7   9  10  19  21  29  33  34  35  36  40  46  51  52  55  61  63  66  68  71
  1   5  10  11  15  20  29  30  34  35  37  41  47  52  53  56  57  62  67  69  71
  2   6  11  12  16  21  29  30  31  35  38  42  48  50  53  54  58  63  68  70  71
  3   7  12  13  15  17  29  30  31  32  36  39  49  51  54  55  57  59  64  69  71
  1   4  13  14  16  18  30  31  32  33  37  40  43  52  55  56  58  60  65  70  71
  2   5   8  14  17  19  31  32  33  34  38  41  44  50  53  56  59  61  64  66  71
  3   6   8   9  18  20  32  33  34  35  39  42  45  50  51  54  60  62  65  67  71
  6   7  10  12  16  20  22  23  36  37  39  41  44  48  56  59  60  61  65  68  71
  1   7  11  13  17  21  23  24  37  38  40  42  45  49  50  60  61  62  66  69  71
  1   2  12  14  15  18  24  25  36  38  39  41  43  46  51  61  62  63  67  70  71
  2   3   8  13  16  19  25  26  37  39  40  42  44  47  52  57  62  63  64  68  71
  3   4   9  14  17  20  26  27  36  38  40  41  45  48  53  57  58  63  65  69  71
  4   5   8  10  18  21  27  28  37  39  41  42  46  49  54  57  58  59  66  70  71
  5   6   9  11  15  19  22  28  36  38  40  42  43  47  55  58  59  60  64  67  71
  2   5   8   9  13  18  22  23  27  31  35  36  53  55  57  60  61  62  68  69  70
  3   6   9  10  14  19  23  24  28  29  32  37  54  56  58  61  62  63  64  69  70
  4   7   8  10  11  20  22  24  25  30  33  38  50  55  57  59  62  63  64  65  70
  1   5   9  11  12  21  23  25  26  31  34  39  51  56  57  58  60  63  64  65  66
  2   6  10  12  13  15  24  26  27  32  35  40  50  52  57  58  59  61  65  66  67
  3   7  11  13  14  16  25  27  28  29  33  41  51  53  58  59  60  62  66  67  68
  1   4   8  12  14  17  22  26  28  30  34  42  52  54  59  60  61  63  67  68  69
  2   3   8  10  11  21  22  29  31  32  40  41  43  44  46  49  60  63  65  67  69
  3   4   9  11  12  15  23  30  32  33  41  42  43  44  45  47  57  61  66  68  70
  4   5  10  12  13  16  24  31  33  34  36  42  44  45  46  48  58  62  64  67  69
  5   6  11  13  14  17  25  32  34  35  36  37  45  46  47  49  59  63  65  68  70
  6   7   8  12  14  18  26  29  33  35  37  38  43  46  47  48  57  60  64  66  69
  1   7   8   9  13  19  27  29  30  34  38  39  44  47  48  49  58  61  65  67  70
  1   2   9  10  14  20  28  30  31  35  39  40  43  45  48  49  59  62  64  66  68
  3   5   8  12  14  20  23  25  29  36  40  42  48  49  50  52  55  56  66  67  70
  4   6   8   9  13  21  24  26  30  36  37  41  43  49  50  51  53  56  64  67  68
  5   7   9  10  14  15  25  27  31  37  38  42  43  44  50  51  52  54  65  68  69
  1   6   8  10  11  16  26  28  32  36  38  39  44  45  51  52  53  55  66  69  70
  2   7   9  11  12  17  22  27  33  37  39  40  45  46  52  53  54  56  64  67  70
  1   3  10  12  13  18  23  28  34  38  40  41  46  47  50  53  54  55  64  65  68
  2   4  11  13  14  19  22  24  35  39  41  42  47  48  51  54  55  56  65  66  69
```

- Lösung 2

```
  1   2  16  17  18  20  24  25  27  32  34  38  41  45  46  54  57  63  64  68  70
  1   3  17  18  19  21  25  26  28  33  35  39  42  46  47  51  55  58  64  69  71
  1   4  18  19  20  22  26  27  29  34  36  40  43  47  48  52  56  58  59  65  70
  1   5  16  19  20  21  23  27  28  30  35  37  41  48  49  53  57  59  60  66  71
  1   6  17  20  21  22  24  28  29  31  36  38  42  49  50  51  54  60  61  65  67
  1   7  16  18  21  22  23  25  29  30  32  39  43  44  50  52  55  61  62  66  68
  1   8  16  17  19  22  23  24  26  31  33  37  40  44  45  53  56  62  63  67  69
  1   2  12  14  15  16  33  36  42  43  47  49  51  53  57  58  62  63  65  66  68
  1   3   9  13  15  17  30  34  37  43  48  50  51  52  54  59  63  64  66  67  69
  1   4   9  10  14  18  31  35  37  38  44  49  52  53  55  58  60  64  67  68  70
  1   5  10  11  15  19  32  36  38  39  45  50  53  54  56  58  59  61  68  69  71
  1   6   9  11  12  20  30  33  39  40  44  46  54  55  57  59  60  62  65  69  70
  1   7  10  12  13  21  31  34  40  41  45  47  51  55  56  60  61  63  66  70  71
  1   8  11  13  14  22  32  35  41  42  46  48  52  56  57  61  62  64  65  67  71
  1   2   5   7   8  12  14  15  16  26  28  29  34  35  38  40  46  50  55  59  67
  1   2   3   6   8   9  13  15  17  23  27  29  35  36  39  41  44  47  56  60  68
  1   2   3   4   7   9  10  14  18  23  24  28  30  36  40  42  45  48  57  61  69
  1   3   4   5   8  10  11  15  19  24  25  29  30  31  41  43  46  49  51  62  70
  1   2   4   5   6   9  11  12  20  23  25  26  31  32  37  42  47  50  52  63  71
  1   3   5   6   7  10  12  13  21  24  26  27  32  33  38  43  44  48  53  64  65
  1   4   6   7   8  11  13  14  22  25  27  28  33  34  37  39  45  49  54  58  66
  2  11  12  13  18  22  24  27  29  30  31  34  35  44  50  51  53  57  58  69  71
  3  12  13  14  16  19  23  25  28  31  32  35  36  44  45  51  52  54  59  65  70
  4  13  14  15  17  20  24  26  29  30  32  33  36  45  46  52  53  55  60  66  71
  5   9  14  15  18  21  23  25  27  30  31  33  34  46  47  53  54  56  61  65  67
  6   9  10  15  19  22  24  26  28  31  32  34  35  47  48  54  55  57  62  66  68
  7   9  10  11  16  20  25  27  29  32  33  35  36  48  49  51  55  56  63  67  69
  8  10  11  12  17  21  23  26  28  30  33  34  36  49  50  52  56  57  64  68  70
  2  10  13  15  20  21  24  25  28  30  35  37  38  39  40  52  56  58  62  63  65
  3   9  11  14  21  22  25  26  29  31  36  38  39  40  41  53  57  59  63  64  66
  4  10  12  15  16  22  23  26  27  30  32  39  40  41  42  51  54  58  60  64  67
  5   9  11  13  16  17  24  27  28  31  33  40  41  42  43  52  55  58  59  61  68
  6  10  12  14  17  18  25  28  29  32  34  37  41  42  43  53  56  59  60  62  69
  7  11  13  15  18  19  23  26  29  33  35  37  38  42  43  54  57  60  61  63  70
  8   9  12  14  19  20  23  24  27  34  36  37  38  39  43  51  55  61  62  64  71
  2  10  11  14  17  19  25  26  27  37  40  44  46  48  50  51  60  61  65  66  68
  3  11  12  15  18  20  26  27  28  38  41  44  45  47  49  52  61  62  66  67  69
  4   9  12  13  19  21  27  28  29  39  42  45  46  48  50  53  62  63  67  68  70
  5  10  13  14  20  22  23  28  29  40  43  44  46  47  49  54  63  64  68  69  71
  6  11  14  15  16  21  23  24  29  37  41  45  47  48  50  55  58  64  65  69  70
  7   9  12  15  17  22  23  24  25  38  42  44  46  48  49  56  58  59  66  70  71
  8   9  10  13  16  18  24  25  26  39  43  45  47  49  50  57  59  60  65  67  71
  2   6   7  10  13  18  19  20  23  31  33  36  41  46  50  58  59  62  64  66  67
  3   7   8  11  14  19  20  21  24  30  32  34  42  44  47  58  59  60  63  67  68
  2   4   8  12  15  20  21  22  25  31  33  35  43  45  48  59  60  61  64  68  69
  2   3   5   9  13  16  21  22  26  32  34  36  37  46  49  58  60  61  62  69  70
  3   4   6  10  14  16  17  22  27  30  33  35  38  47  50  59  61  62  63  70  71
  4   5   7  11  15  16  17  18  28  31  34  36  39  44  48  60  62  63  64  65  71
  5   6   8   9  12  17  18  19  29  30  32  35  40  45  49  58  61  63  64  65  66
  2   3   5  10  11  17  20  22  23  34  35  39  42  43  45  53  55  65  66  67  70
  3   4   6  11  12  16  18  21  24  35  36  37  40  43  46  54  56  66  67  68  71
  4   5   7  12  13  17  19  22  25  30  36  37  38  41  47  55  57  65  67  68  69
  5   6   8  13  14  16  18  20  26  30  31  38  39  42  48  51  56  66  68  69  70
  2   6   7  14  15  17  19  21  27  31  32  39  40  43  49  52  57  67  69  70  71
  3   7   8   9  15  18  20  22  28  32  33  37  40  41  50  51  53  65  68  70  71
  2   4   8   9  10  16  19  21  29  33  34  38  41  42  44  52  54  65  66  69  71
  2   4   8  11  13  17  18  21  23  32  38  40  47  48  49  51  53  54  55  59  62
  2   3   5  12  14  18  19  22  24  33  39  41  48  49  50  52  54  55  56  60  63
  3   4   6  13  15  16  19  20  25  34  40  42  44  49  50  53  55  56  57  61  64
  4   5   7   9  14  17  20  21  26  35  41  43  44  45  50  51  54  56  57  58  62
  5   6   8  10  15  18  21  22  27  36  37  42  44  45  46  51  52  55  57  59  63
  2   6   7   9  11  16  19  22  28  30  38  43  45  46  47  51  52  53  56  60  64
  3   7   8  10  12  16  17  20  29  31  37  39  46  47  48  52  53  54  57  58  61
  5   7   8  24  25  27  35  36  40  42  47  50  52  53  54  60  62  64  66  69  70
  2   6   8  25  26  28  30  36  41  43  44  48  53  54  55  58  61  63  67  70  71
  2   3   7  26  27  29  30  31  37  42  45  49  54  55  56  59  62  64  65  68  71
  3   4   8  23  27  28  31  32  38  43  46  50  55  56  57  58  60  63  65  66  69
  2   4   5  24  28  29  32  33  37  39  44  47  51  56  57  59  61  64  66  67  70
  3   5   6  23  25  29  33  34  38  40  45  48  51  52  57  58  60  62  67  68  71
  4   6   7  23  24  26  34  35  39  41  46  49  51  52  53  59  61  63  65  68  69
 30  31  32  33  34  35  36  37  38  39  40  41  42  43  44  45  46  47  48  49  50
```

## Oval
Ein Oval des Blockplans ist eine Menge seiner Punkte, von welcher keine drei auf einem Block liegen. Hier ist ein Beispiel eines Ovals maximaler Ordnung für jede Lösung dieses Blockplans:
- Lösung 1

```
  1   2  26
```

- Lösung 2

```
  1   2  19
```